# عبدالقیوم ذاکر
عبدالقیوم ذاکر (زادهٔ ۱۹۷۳ (۵۱–۵۲ سال)) سیاست‌مدار اهل افغانستان است. وی ‌ در امارت اسلامی افغانستان از ۷ اوت تا ۲۴ سپتامبر سال ۲۰۲۱ وزیر دفاع امارت اسلامی افغانستان بود.